# Estadio de Compensar
El Estadio de Compensar está situado en la ciudad de Bogotá y tiene una capacidad de 4500 espectadores. Fue la sede del desaparecido Academia Fútbol Club, equipo de fútbol profesional que jugó en la Categoría Primera B.

## Ubicación
El estadio está ubicado en el sector del occidente de Bogotá, concretamente en la Avenida Carrera 68 con Calle 53, al interior del Centro Urbano de Recreación (C.U.R.) de Compensar, frente al Parque Metropolitano Simón Bolívar y contiguo a la Unidad Deportiva El Salitre.

## Historia y características
Este escenario deportivo es primero en Colombia y único en Bogotá donde se juega fútbol profesional en campo sintético. Junto al Estadio Alfonso López de Bucaramanga  el  Estadio Alberto Grisales de Rionegro son los únicos estadios del país donde se juega fútbol en campo artificial.
El escenario fue inaugurado en 1998 junto con todo el Centro Urbano de Recreación (CUR) de la Caja de Compensación Familiar Compensar en la Avenida 68 y a partir de este año fue sede de Escuela de Fútbol Compensar-Master Card en la Primera C.[cita requerida]
El escenario fue sede de los partidos como local de Academia Fútbol Club entre 2005 y 2012, posterior a la venta del club, Llaneros fue local durante algunos partidos en este escenario durante la Primera B, antes de su traslado definitivo a Villavicencio.

## Profesionalismo
En 2005, con la aparición de Academia Fútbol Club, el estadio fue el primero en ser propio de un club de fútbol en Colombia, precedido por el Estadio de Palmaseca, del Deportivo Cali en 2010.
Desde la temporada 2005 el Academia Fútbol Club jugó sus partidos como local en el Estadio Compensar por la Categoría Primera B. 
El estadio y las demás canchas del CUR, son instalaciones muy usadas para los entrenamientos de los distintos clubes y selecciones de fútbol que visitan Bogotá, por ser de muy completa infraestructura.